# NHK津山ラジオ中継放送所
NHK津山ラジオ中継放送所（エヌエイチケイつやまラジオちゅうけいほうそうしょ）は、岡山県津山市に置かれているNHK岡山放送局の中波放送中継局である。

## 概要
- 当中継局は、津山市伏見町50番1号に置かれ、津山市及び周辺地区などへ電波を発射している。
- なお、テレビとFM放送の中継局については津山中継局を、RSK山陽放送の中継局についてはRSK津山ラジオ中継局を参照のこと。

## 中継局概要
| 放送局名   | 周波数  | 空中線電力 | 放送対象地域 | 放送区域内世帯数 |
| ---------- | ------- | ---------- | ------------ | ---------------- |
| NHK岡山第1 | 927kHz  | 1kW        | 岡山県       | 約9万1000世帯    |
| NHK岡山第2 | 1152kHz | 100W       | 全国         | 約9万1000世帯    |

- 空中線形式：頂冠負荷付円管鉄柱
- 空中線地上高：67.5m